# Triphleba distinguenda
Triphleba distinguenda är en tvåvingeart som beskrevs av Gabriel Strobl 1892. Triphleba distinguenda ingår i släktet Triphleba och familjen puckelflugor. Arten är reproducerande i Sverige. Inga underarter finns listade i Catalogue of Life.